# Shūsaku Endō
Shūsaku Endō (n. 27 martie 1923, Nishisugamo⁠(d), prefectura Tokyo⁠(d), Japonia – d. 29 septembrie 1996, Shinanomachi⁠(d), Tōkyō, Japonia) a fost un scriitor japonez din secolul al XX-lea.

## Studiile
În anul 1950 a absolvit secția de literatură franceză a Universității Keiō.

## Activitatea
Romancier, dramaturg, ziarist, autor de scenarii pentru televiziune, comentator la radio și frecvent autor de interviuri pentru revistele săptămânale ale erei Showa. Convertit la catolicism din copilărie, e socotit „Graham Greene al Japoniei”. 